# F- Zero AX
F-Zero AX é um jogo eletrônico produzido pela Amusement Vision e publicado pela Nintendo e Sega para Arcade "Triforce" no ano de 2003. É o segundo jogo da Sega a utilizar Triforce, que foi concebido a partir de uma aliança comercial entre elas, Nintendo e Namco, utilizando como base a CPU do Nintendo GameCube.
F-Zero AX foi o sexto jogo a ser lançado da franquia F-Zero, o seu diferencial foi ser lançado simultaneamente com o F-Zero GX de GameCube, sendo ambos o sucessor do F-Zero X de Nintendo 64, apesar de manter a jogabilidade presente no seu antecessor. Por ter sido lançado simultaneamente com o F-Zero GX, o jogo compartilha conteúdos presente na versão de console.
O jogo esta presente dentro do disco de F-Zero GX porem não é acessível de forma normal, mas por meio de GameShark o jogo é acessível.

## Jogabilidade
F-Zero AX é um jogo de corrida futurista onde 30 pilotos competem dentro de veículos movidos a plasma em um Grande Premio intergaláctico. Se diferencia de F-Zero GX na quantidade de conteúdo presente no jogo, como pilotos, copas, veículos e a forma de se jogar o jogo.
O Jogo inclui 2 modos de jogo
- Race Mode: Nesse modo o jogador escolhe uma copa e um piloto e compete contra 29 pilotos (controlados pela CPU) para vencer as copas, esse modo pode ser jogado de forma Multiplayer caso os Gabinetes estejam conectados (Versus Play).
- Time Attack: Nesse modo o jogador joga pelas pistas para conseguir completar em menor tempo.

O jogo contem 6 circuitos para o jogo e uma corrida consiste em completar uma volta do circuito 3 vezes. Cada veiculo tem um medidor de energia que é o a saúde da maquina, que é diminuída se colidir o veiculo nas paredes do circuito, atinge outro piloto, ou ate mesmo se resolver aumentar a velocidade do veiculo por tempo determinado. Caso o jogador perca toda a energia ou acabe caindo da pista, o jogador toma uma penalidade no tempo.
O jogo usa um tipo de cartão de licença F-Zero para montar os veículos, o próprio jogo constrói um veiculo personalizado e ao longo da jogatina pode ser alterado pelo jogador. Além disso, o jogo tem um Ranking online e com esse cartão seus recordes na pista podem ser salvos, o tempo de completar a pista no time attack também é salvo. O cartão tem uma durabilidade de 50 utilizações mas podem ser transferidas por outros cartões.

### Personagens
O jogo conta com 14 personagens jogáveis sendo:
- 4 disponíveis ao longo do jogo:
- 10 novos personagens desbloqueáveis ao longo do jogo:

### Tipos de Arcade
Existem três tipos de gabinete de jogo: Standard, Deluxe e o Monster Ride. Standard é um modelo regular sentado, enquanto o Deluxe tem o formato do veículo do Capitão Falcão e oferece um assento basculante hidráulico simulando o cockpit da nave. O F-Zero Monster Ride utiliza a máquina chamada "Cycraft", que foi desenvolvida cooperativamente entre a Sega e a Simuline. A máquina faz uso de três servomotores para o movimento.

### Integração com o GameCube
O Jogo tem uma integração com o F-Zero GX, caso o jogador tenha um Memory Card de GameCube com um save de F-Zero GX, os pilotos e uma copa que são exclusivos de F-Zero AX são desbloqueados no GX, no âmbito inverso, veículos criados no GX podem ser usados no AX em substituição aos customizados aleatoriamente.
Contudo, o jogo está disponível dentro do disco de F-Zero GX, para acessar o jogo somente é possível com uso de GameShark. A maior diferença e a não integração com o serviço de Ranking online presente, sendo o mesmo jogo visto nos Arcades.

## Arcade "TRIFORCE"
O Arcade Triforce nasceu após a Sega e a Namco perceberem o potencial do console da Nintendo (GameCube) em ter jogos arcades, os Rumores sobre isso começaram com o anuncio de Soul Callibur II ser exclusivo de GameCube e que o jogo estaria sendo desenvolvido em uma placa arcade GameCube
O grande ponto foi a visão de aca empresa a respeito dessa placa:
- Sega e Namco por veem um potencial no console em ter jogos arcades usava a placa para portar jogos de arcade para o Nintendo GameCube, e além disso ser uma placa Arcade mais econômica e enxuta para maximizar os lucros de ambas.
- Já a Nintendo tinha uma outra visão. Para ela, 3 pontos eram importantes, diversificar seu mercado no mundo dos videogames, criar um ambiente de produção de arcade mais barato em áreas de alto custo e integrar o mercado de jogos de arcade com os jogos de consoles domésticos (Console de mesa e Portatil)

Contudo, nenhuma das três empresas quiseram lançar grandes jogos para a placa por medo de perder mercado nos consoles domésticos, incluindo a Nintendo que chegou a produzir um jogo para a placa mas resolveu lançar para seu console e cancelar a versão de Arcade.

## Desenvolvimento
O Desenvolvimento do F-Zero AX aconteceu junto com o F-Zero GX, o Anuncio foi feito em março de 2002 Em março de 2002, com a  Sega e da Nintendo revelando que a Amusement Vision e a Nintendo estavam colaborando para lançar títulos de videogame F-Zero para o arcade Triforce e o GameCube. O produtor do F-Zero, Shigeru Miyamoto, afirmou que a Nintendo "ganhou muitos fãs entre os desenvolvedores de jogos atuais, incluindo produtores famosos como o Sr. Nagoshi, que cresceu jogando jogos da Nintendo e é grande fã de alguns de nossos títulos". e pensaram que a colaboração resultou em uma "verdadeira evolução da série F-Zero ", aprimorando a simulação de corridas em altas velocidades e expandindo o "mundo F-Zero em grande escala".
Em 8 de julho de 2003, Shigeru Miyamoto, o supervisor Takaya Imamura e o presidente da Amusement Vision, Toshihiro Nagoshi, responderam a perguntas sobre os dois jogos F-Zero. Lá, Miyamoto anunciou que a versão japonesa do jogo estava terminada e logo estaria disponível para o público. Takaya Imamura comentou que, embora tenha trabalhado diretamente em F-Zero ao longo de suas diferentes encarnações, desta vez Imamura deu um "passo para trás e estava envolvido em uma espécie de nível de produtor em olhar sobre o jogo". Imamura continuou dizendo que "trabalhou na série F-Zero, e vendo os resultados da colaboração com a Sega, eu me vi em uma espécie de perda sobre como podemos levar a franquia mais longe além de F-Zero GX e AX"
F-Zero AX foi lançada em 2003 junto com sua contraparte (GX) no Gamecube. F-Zero GX/AX Original Soundtracks, um conjunto de dois CDs composto de trilhas sonoras de BGM para os videogames GX e sua contraparte de arcade, foi lançado no Japão pela gravadora Scitron Digital Content em 22 de julho de 2004. O primeiro disco consiste em quarenta e uma faixas e o segundo tem quarenta com uma faixa adicional reorganizada por AYA (Ayako Sasō) do Supersweep de "Big Blue".